# Fasano
Pour les porteurs du patronyme, voir Fasano (homonymie).
Fasano est une ville italienne  d'environ 38 600 habitants, située dans la province de Brindisi, dans la région des Pouilles, en Italie méridionale, dans la péninsule du Salento.

## Géographie
La ville de Fasano est située entre la côte Adriatique (située à environ 6 km) et le promontoire vallonné de la Murge des trulli. Le territoire communal borde la mer Adriatique sur une longueur de 14 km, depuis le site antique d'Egnazia au nord jusqu'à la marina et la plage de Torre Canne au sud. À l'ouest, les collines boisées de la forêt des contreforts de la Murge culminent à une altitude comprise entre 400 et 420 m.

## Histoire
Fasano trouve son origine autour du Xe siècle, après la destruction de la cité antique d'Egnazia (Gnatia pour les Romains). Les premiers habitants d'Egnazia remontent à l’âge du bronze (VIe siècle av.J.C.). La ville demeura messapique jusqu’à la domination romaine en 266. Octave Auguste transforma Egnazia en port de soutien à Brindisi. 
Ayant survécu à la chute de l’Empire romain, elle est devenue quartier général épiscopal pendant l’époque paléochrétienne.
Le 50e sommet du G7, organisé par la présidence tournante tenue par l'Italie, se déroule du 13 juin au 15 juin 2024 à Fasano dans le complexe touristique de Borgo Egnazia
.

## Curiosités
- le Musée, avec la tête de marbre du dieu Attis et la mosaïque des Trois Grâces ;
- monuments romains, paléochrétiens et acropoles.
- la Selve de Fasano, avec son zoo-safari et le parc de Fasanolandia (80 ha). Le domaine entier se nomme Zoosafari Fasanolandia.
- Le dolmen de Montalbano.

## Économie
La campagne qui se trouve autour de Fasano est riche en fermes, entourées de chênes, pins, oliviers et vignobles.

## Tourisme
Le luxueux complexe touristique de Borgo Egnazia, en forme de village fortifié, est implanté à Fasano dans la frazione de Savelletri sur un domaine de seize hectares.

Galerie
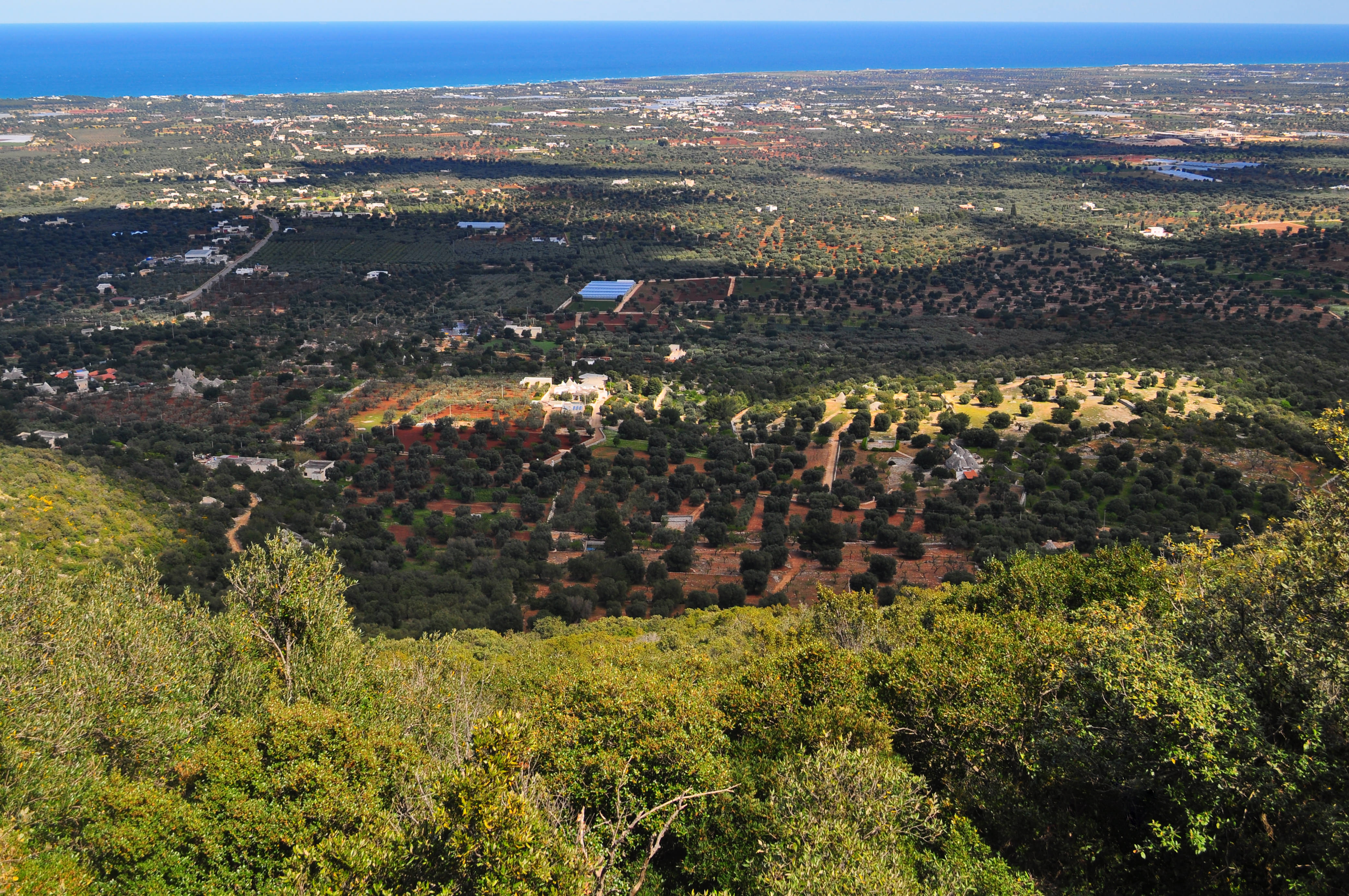
Vue générale depuis les Murge.
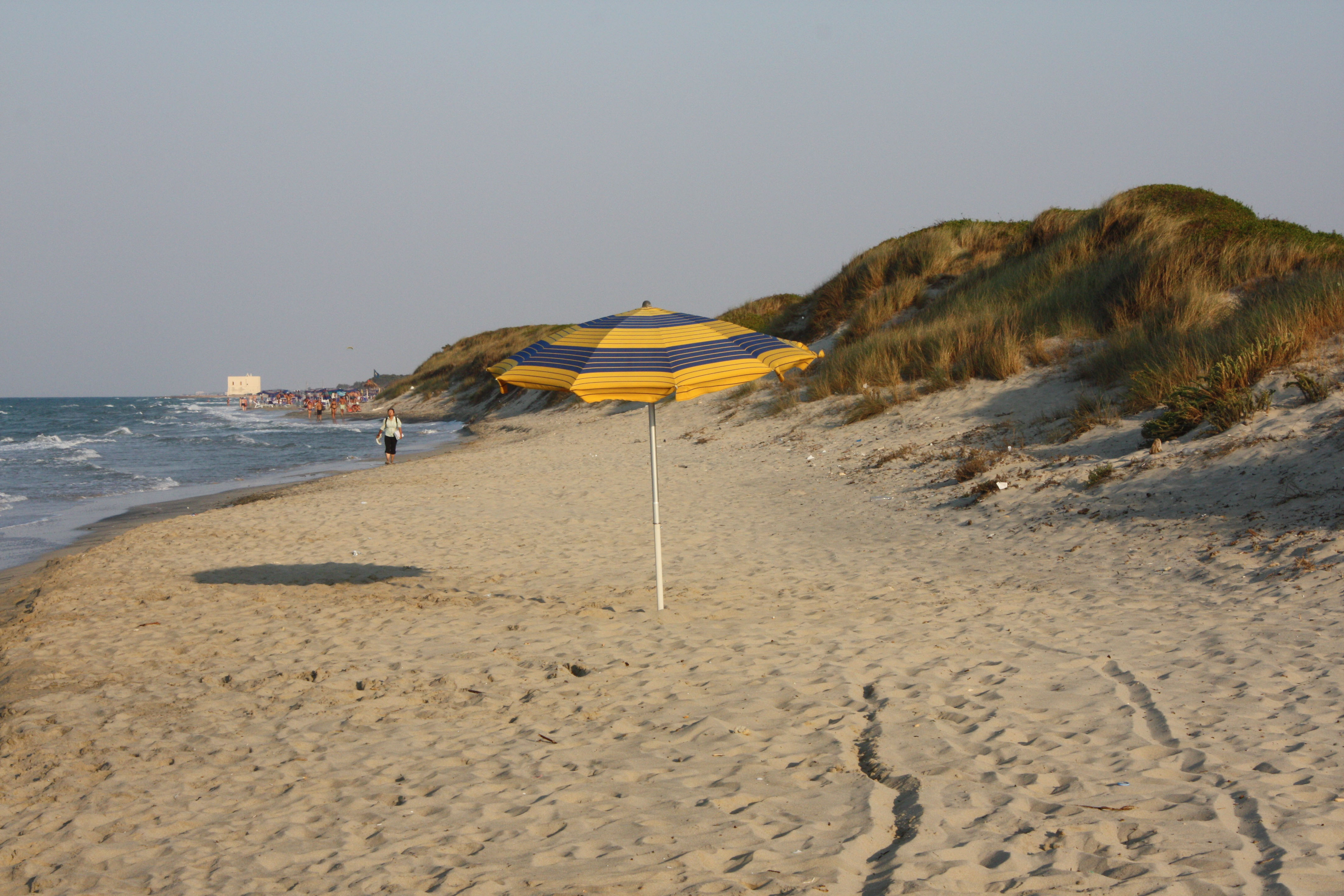
Dune sur la côte adriatique.
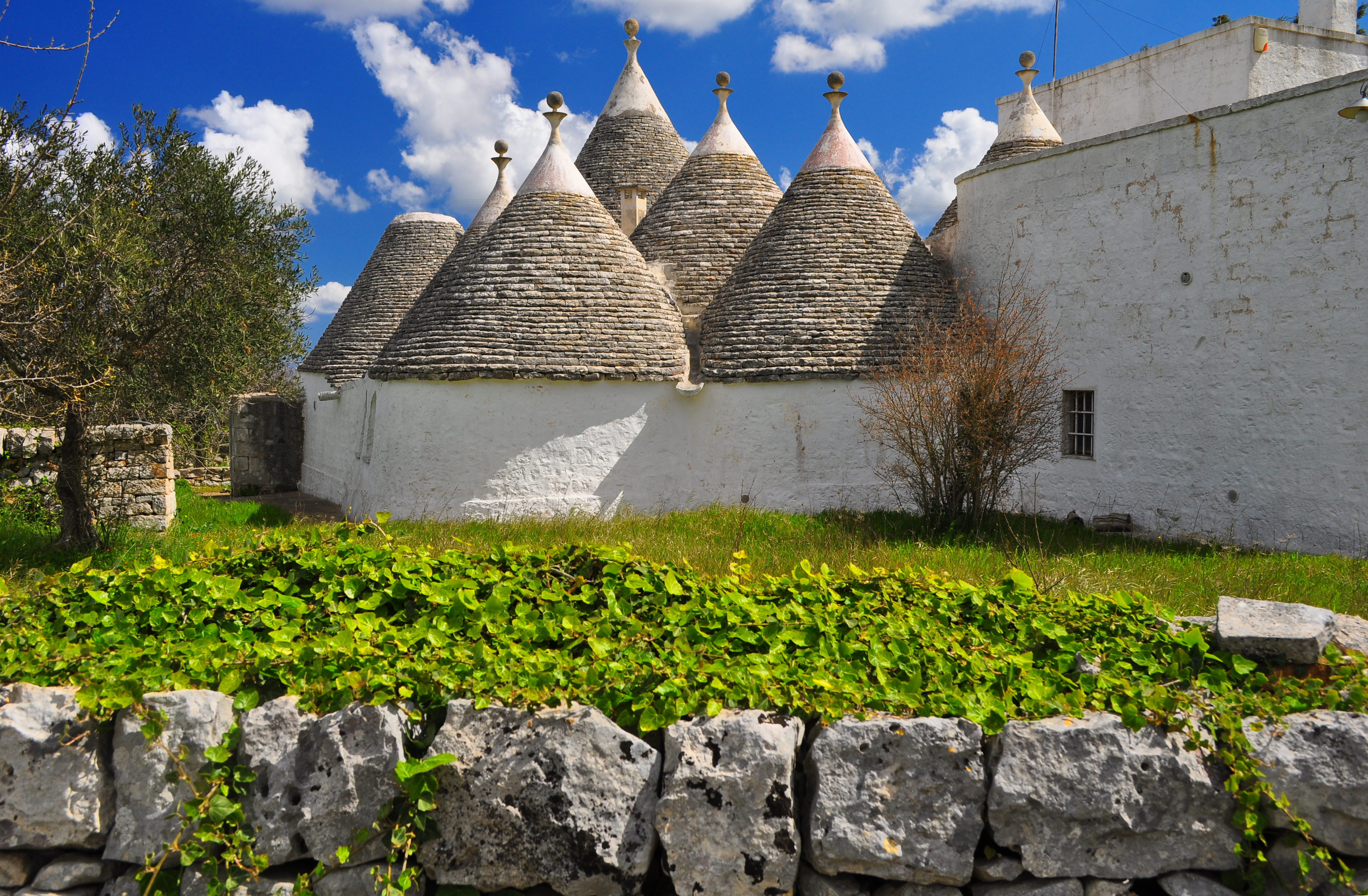
Trulli dans la campagne.
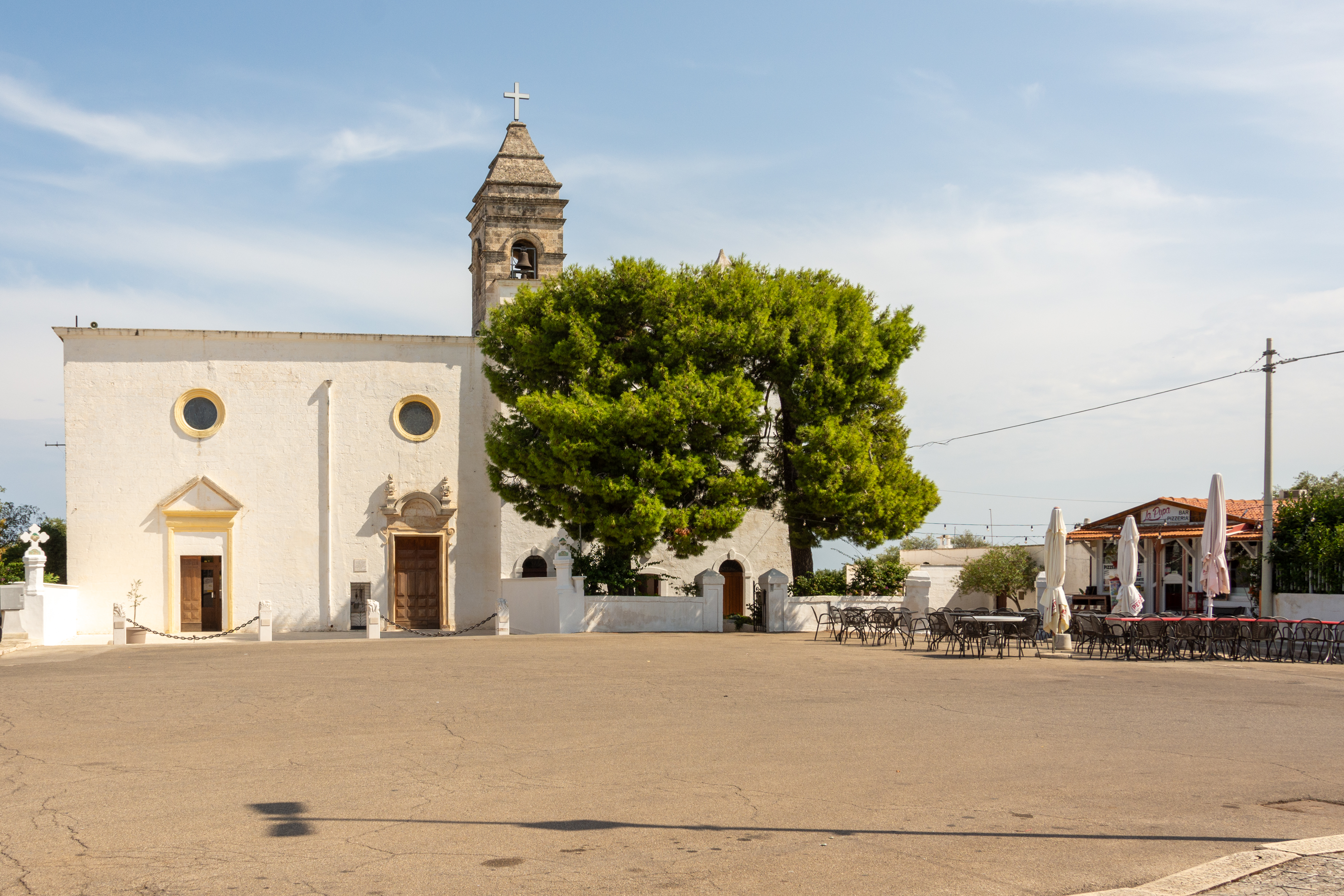
Le sanctuaire de Santa Maria del Pozzo.
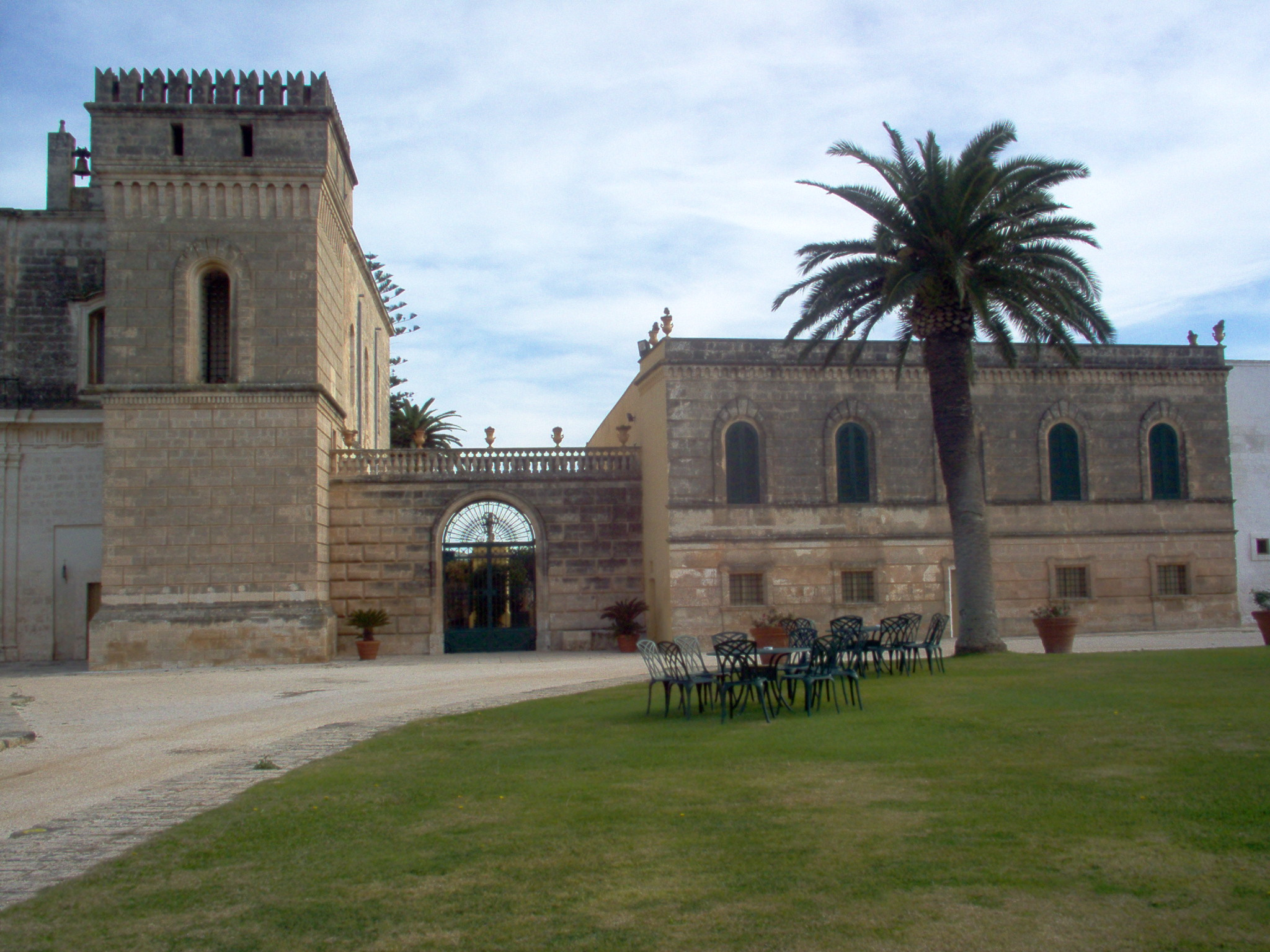
Abbaye de San Lorenzo.
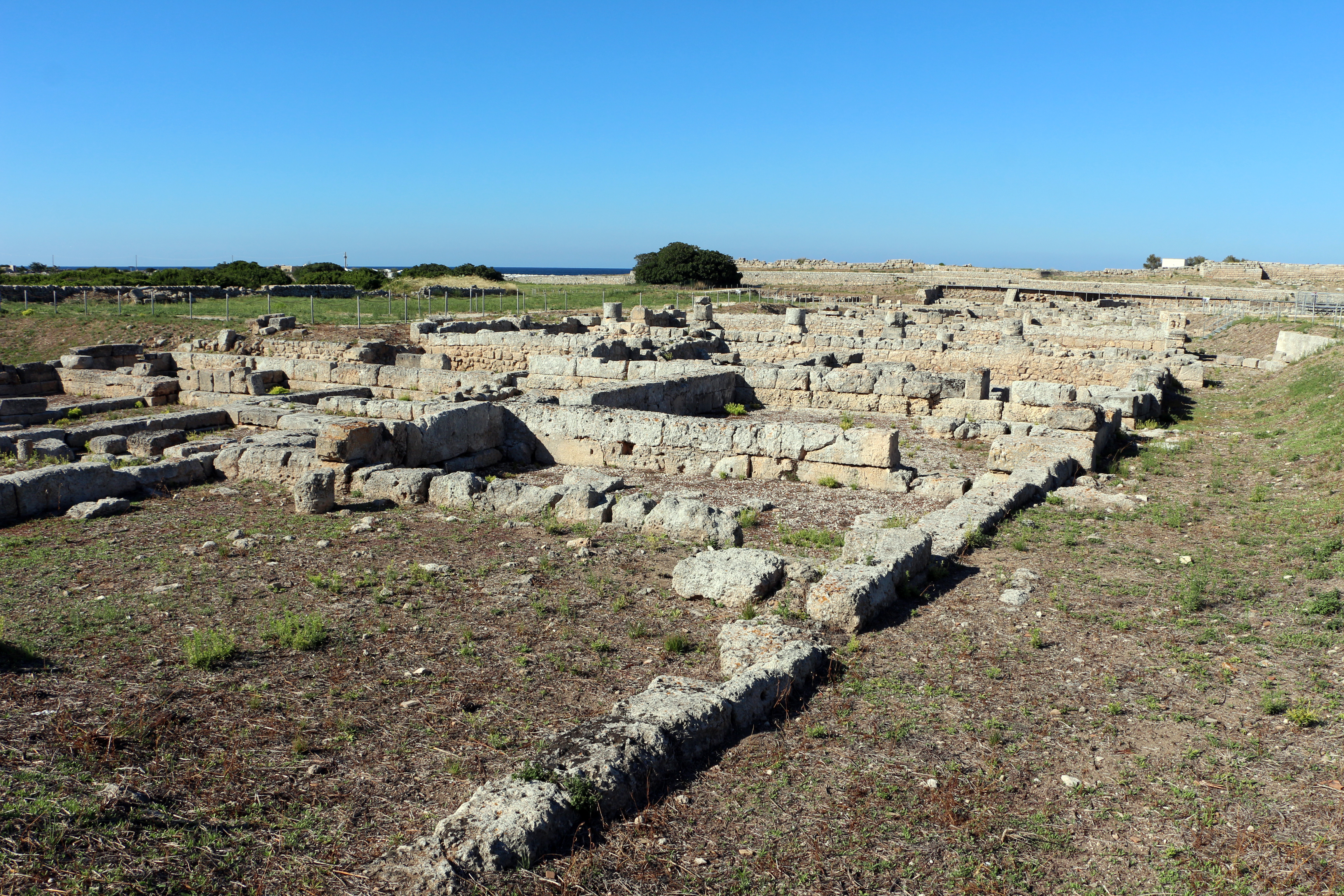
Ruines antiques d'Egnazia.
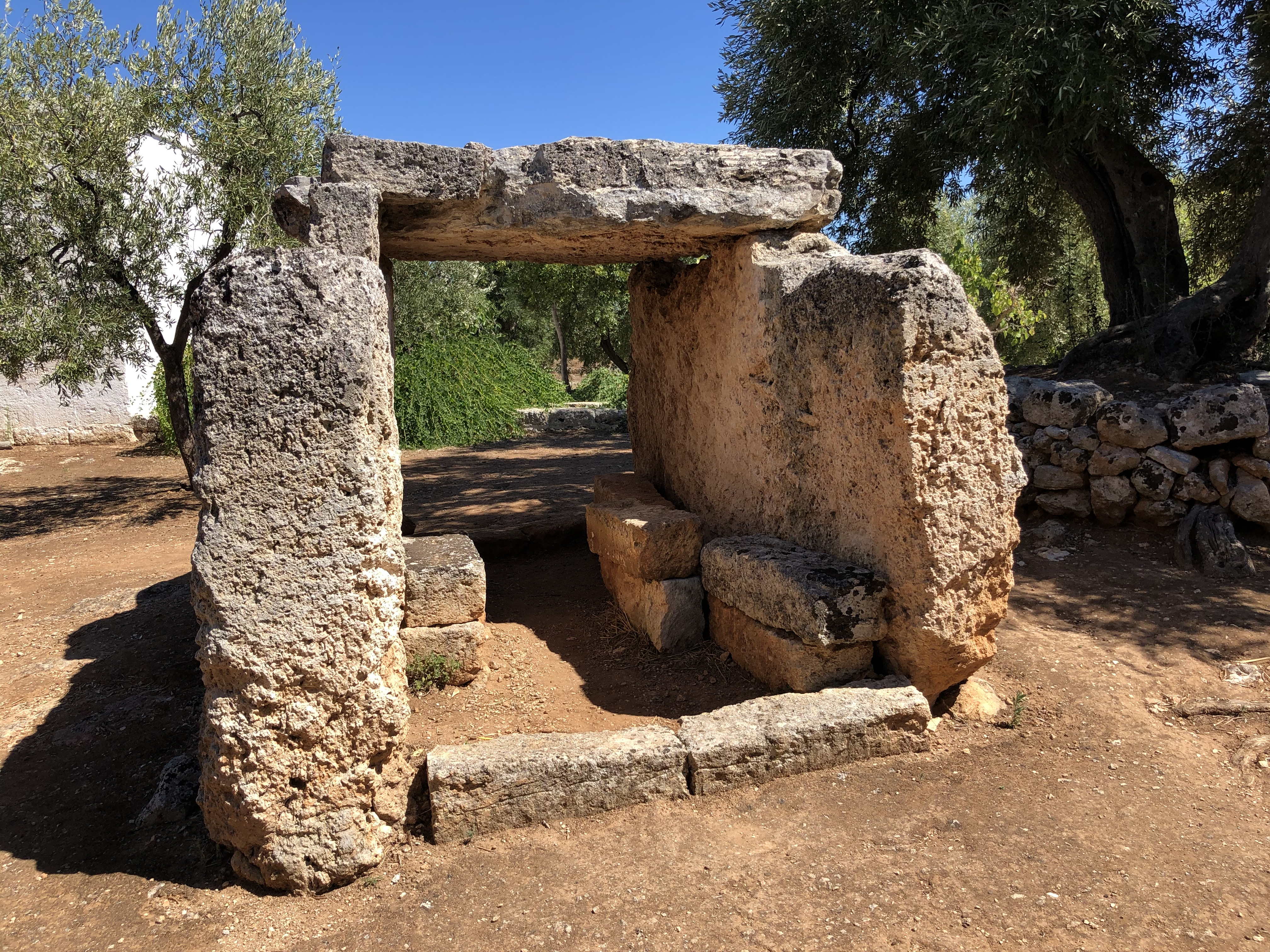
Dolmen de Montalbano.
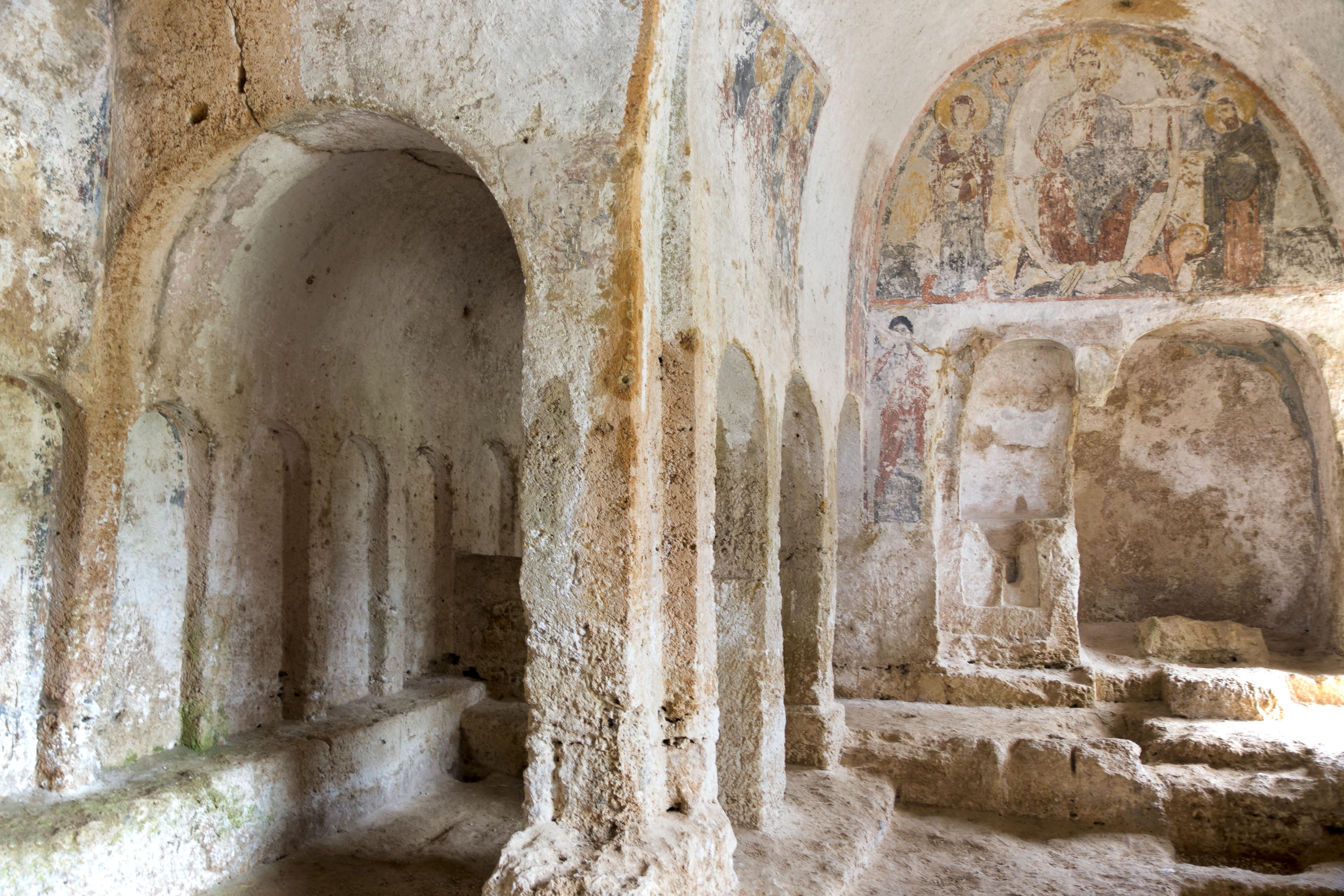
Église rupestre de Lama d'Antico.
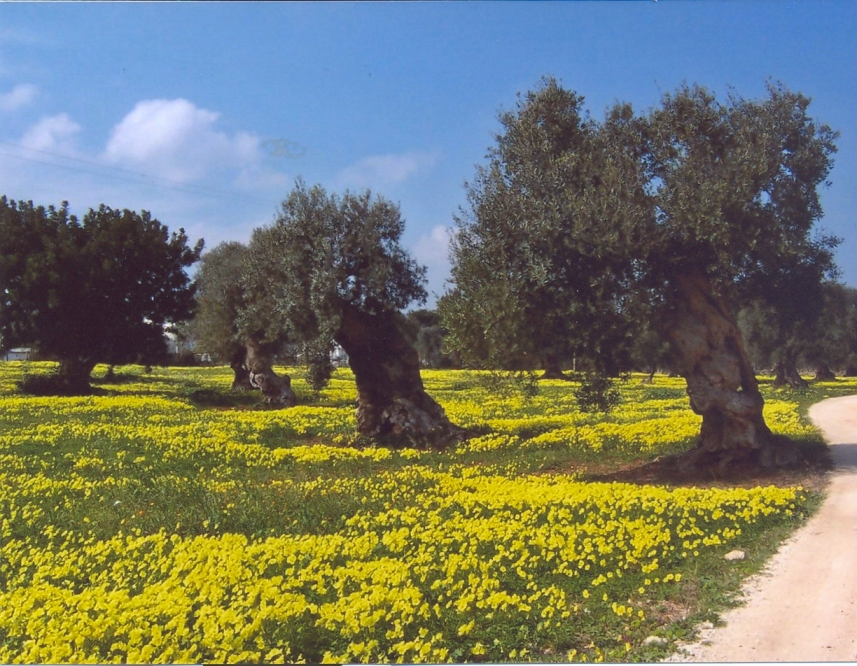
Oliveraie au printemps à Fasano.
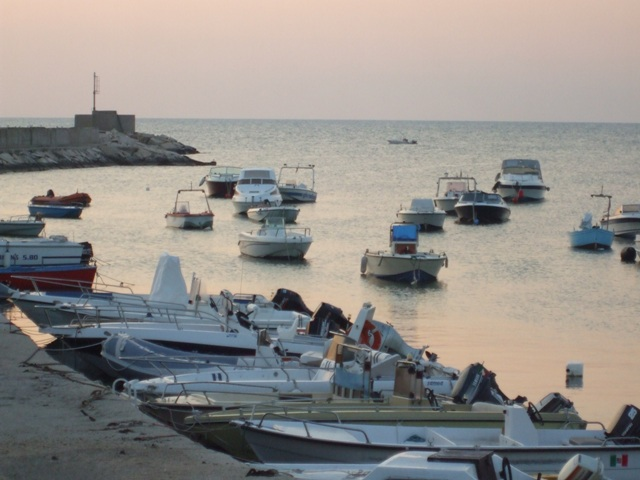
Le petit port de Savelletri.

## Administration
| Période                                  | Période    | Identité               | Étiquette               | Qualité     |
| ---------------------------------------- | ---------- | ---------------------- | ----------------------- | ----------- |
| 11/06/2007                               | 24/05/2012 | Pasquale Di Bari       | Le Peuple de la liberté | Sindaco     |
| 24/05/2012                               | 04/09/2015 | Pasquale Di Bari       | Le Peuple de la liberté | Sindaco     |
| 04/09/2015                               | 19/06/2016 | Pasqua Erminia Cicoria |                         | Comm. pref. |
| 19/06/2016                               | 13/10/2021 | Francesco Zaccaria     | Parti démocrate         | Sindaco     |
| 13/10/2021                               | En cours   | Francesco Zaccaria     | Parti démocrate         | Sindaco     |
| Les données manquantes sont à compléter. |            |                        |                         |             |

### Hameaux
Pezze di Greco, Montalbano (Fasano), Speziale, Torre Canne, Selva di Fasano, Savelletri, Laureto, Canale di Pirro, Pozzo Faceto, Torre Spaccata

### Communes limitrophes
Alberobello, Cisternino, Locorotondo, Monopoli,  Ostuni